# Maechidius tarsalis
Maechidius tarsalis är en skalbaggsart som beskrevs av Gilbert John Arrow 1941. Maechidius tarsalis ingår i släktet Maechidius och familjen Melolonthidae. Inga underarter finns listade i Catalogue of Life.